# Бунько Віктор Олександрович
Бунько Віктор Олександрович (нар. 1915, Кропивницький — 2006, Дніпропетровськ, нині Дніпро) — гірничий інженер-електромеханік, доктор технічних наук (1969), професор (1970).

## Біографія
Закінчив Дніпропетровський гірничий інститут у 1939 р. працював у гірничому університеті в 1945—2001 рр., завідувач кафедрою «Збагачення корисних копалин» у 1974—1981 рр, кафедри електроніки та обчислювальної техніки (1981– 87).
Розробляв тему автоматизації процесів збагачення корисних копалин.

## Основні праці
- Электрооборудование обогатительных и брикетных фабрик: Учеб. пособ. Москва; Х., 1953 (співавт.);
- Электропривод горных машин и основы автоматики: Учеб. пособ. Х., 1957 (співавт.);
- Рудничная телемеханика и связь. Москва, 1962 (співавт.);
- Технические средства автоматики в горной промышленности: Учеб. пособ. Москва, 1962 (співавт.);
- Автоматическое управление технологическими процессами обогатительных фабрик: Учеб. пособ. Москва, 1983 (співавт.);
- Вычислительная техника в горно-технических расчетах: Учеб. пособ. К.; Д., 1986 (співавт.).